# Siedzący Byk
Siedzący Byk (dakota Tȟatȟáŋka Íyotake, Tatanka Yotanka, wym. [tˣaˈtˣə̃ka ˈi.jɔtakɛ], ang. Sitting Bull; ur. ok. 1831, zm. 15 grudnia 1890) – wódz i szaman Indian plemienia Hunkpapa grupy Teton Dakotów (Siuksów).
Od 1863 roku w silnej opozycji do białych. Współautor spektakularnego zwycięstwa połączonych sił Dakotów i Szejenów w bitwie nad Little Bighorn w 1876 roku. Po bitwie poprowadził swych ludzi do Kanady, gdzie znalazł schronienie przed ścigającymi go kawalerzystami amerykańskimi. Po nieudanych negocjacjach pokojowych pomiędzy wodzem a delegacją amerykańską zdecydował się pozostać w Kanadzie, gdzie ochronę zagwarantowała mu kanadyjska policja. Amerykanie zdecydowali o pozbawieniu Siuksów żywności poprzez wypalanie prerii przy granicy z Kanadą oraz wybicie bizonów będących głównym źródłem pożywienia Indian.
W roku 1881 został zmuszony do powrotu do Stanów Zjednoczonych, gdzie został zamknięty w rezerwacie. W roku 1885 przez cztery miesiące występował w „Wild West Show” Buffalo Billa, jednak gdy Buffalo Bill zaproponował mu podróż do Europy, Siedzący Byk odmówił, twierdząc, że musi pozostać w swoim kraju. W 1890 roku, po osiedleniu się w rezerwacie, został zastrzelony przez indiańskich policjantów na służbie armii USA, którzy mieli rozkaz aresztować go za udział w zakazanym Tańcu Duchów. Tymi policjantami byli Głowa Byka i Czerwony Tomahawk.
Dwa tygodnie później próba uspokojenia nastrojów w rezerwacie Pine Ridge przez wojsko doprowadziła do masakry nad Wounded Knee grupy innego wodza Siuksów – Wielkiej Stopy (ang. Big Foot).